# Lübtheener Heide
Die Lübtheener Heide ist ein ausgedehntes Wald- und Heidegebiet in Mecklenburg-Vorpommern, welches etwa 40 km südwestlich von Schwerin im Landkreis Ludwigslust-Parchim liegt. Die Lübtheener Heide ist das größte zusammenhängende Sandheide- und Sandtrockenrasengebiet auf Flugsand in Mecklenburg-Vorpommern. Naturräumlich ist das Gebiet dem westmecklenburgischen Altmoränenland zuzuordnen.

## Geschichte der Lübtheener Heide

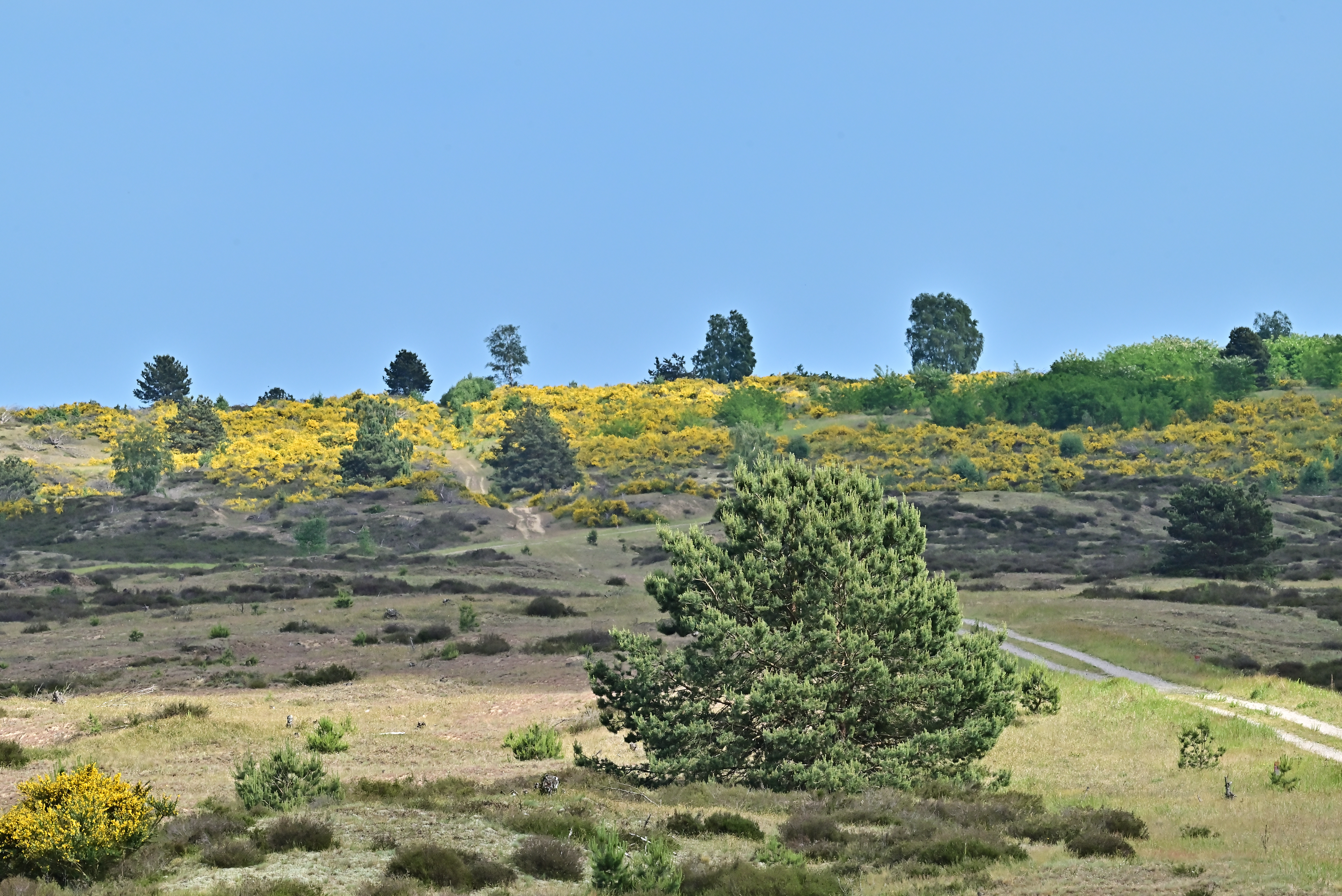
Ginster auf Binnendünen

Vor 12.000 Jahren hinterließen die Gletscher der letzten Eiszeit den Sand im Urstromtal der Elbe. Die Elbe ist von der heute namensgebenden Ortschaft Lübtheen etwa 13 km entfernt. Die trockenen Wälder östlich von Lübtheen wurden ursprünglich nach dem Ort Jabel Jabeler Heide genannt.
Zwischen 1946 und 2013 führten die Streitkräfte der Sowjetunion, der DDR sowie der Bundeswehr in der Lübtheener Heide militärische Übungen durch. Durch die intensive Nutzung des Truppenübungsplatzes mit Panzerfahrzeugen entstanden große vegetationslose Flächen. Die ursprüngliche Humusdecke wurde durch die Panzer permanent aufgewühlt und von Flugsanden überdeckt. So erhielt sich im zentralen Teil des heutigen Naturerbe-Gebietes die einzige Binnendüne in Mecklenburg-Vorpommern. Dort, wo das Militär weniger stark übte, begann eine langsame Wiederbesiedlung der Sandwüste. Hier entwickelten sich großflächig Sandmagerrasen.
Bunkerreste, Erdaufschüttungen und noch intakte Militärkulissen bieten noch heute einen besonderen Lebensraum für viele Tiere. Die militärische Nutzung hat einerseits eine wertvolle Landschaft mit Heiden und Sandfluren geformt. Andererseits hat sie das Gebiet erheblich mit Kampfmitteln belastet. Daher ist das Betreten nur auf ausgewiesenen Wegen gestattet. Während einer europaweiten Hitzewelle 2019 entwickelte sich bei Lübtheen am 10. Juni ein verheerender Waldbrand. Als einer der größten Brände in der Geschichte Mecklenburg-Vorpommerns hinterließ er inmitten des Kiefernforstes seine Spuren. Panzer, Truppenübungen und Feuer haben eine somit einzigartige Landschaft geschaffen. Nach dem Ende der militärischen Nutzung im Jahr 2013 blieb die Fläche im Eigentum des Bundes. Seit 2015 ist sie Teil des Nationalen Naturerbes (NNE).

## Naturraum Lübtheener Heide

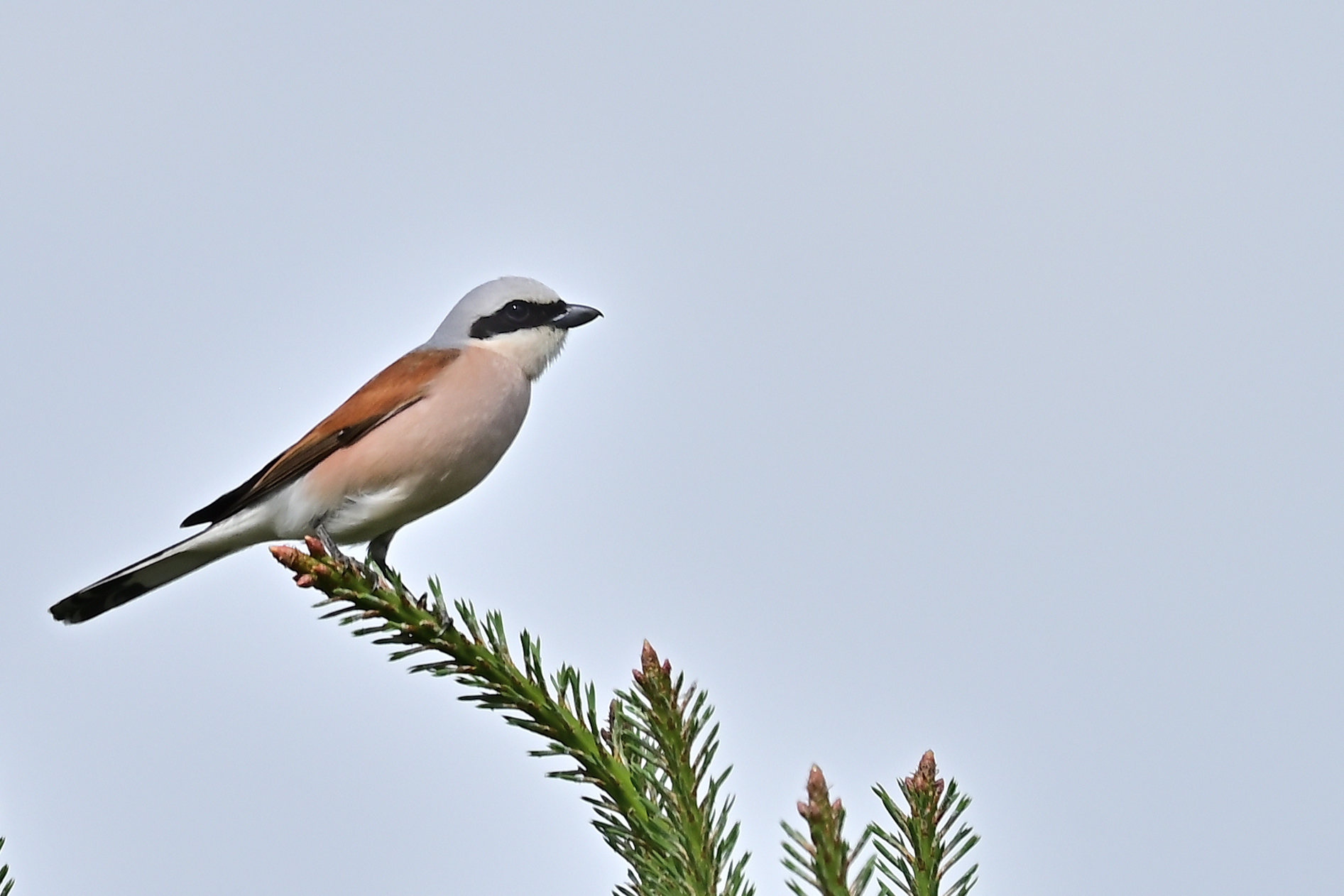
Neuntöter in der Heide

Die Lübtheener Heide ist ein Gebiet mit sehr hoher Artenvielfalt. Die Fläche beherbergt das landesweit bedeutendste Vorkommen des Raufußkauzes. Insgesamt wurden dort 70 brütende Vogelarten erfasst. Darunter sind beispielsweise auch Ziegenmelker, Brachpieper und Neuntöter. Große unzerschnittene Offenlandbereiche sind eingefasst von weitläufigen Kiefernforsten, die künftig sich selbst überlassen werden. Die nördlich gelegene ehemalige Schießbahn ist mit 900 Hektar das größte Sandheide- und Sandtrockenrasengebiet in Mecklenburg-Vorpommern. 1400 Hektar offene Wanderdünen und große Heideflächen sind Lebensraum für spezialisierte Tiere und Pflanzen, wie zum Beispiel den Sandlaufkäfer. Der gesamte Übungsplatz war deutlich größer. Er umfasste eine Fläche von etwa 6600 Hektar. Im Jahr 1961 wurde der in der Mitte des Areals liegende Ort Quast zwangsumgesiedelt. Weil das Gebiet bis auf den Übungsbetrieb störungsfrei war, wurde es zum Rückzugsort z. B. für Rotwild. 2007 siedelten sich hier die ersten Wölfe der Region an. Man findet weitere besondere Tierarten wie zum Beispiel Heidelerche, Wiedehopf, verschiedene Fledermausarten, Kammmolch und Seeadler.